# Zamek w Prochowicach
Zamek w Prochowicach – zabytkowy zamek w Prochowicach.

## Opis
Zamek wybudowany przed 1317 (XIV w.) na lewym brzegu Kaczawy, pierwotnie murowany z cegły, posiadał wieżę warowną i budynek mieszkalny. Kasztelan Piotr z Prochowic w 1398 sprzedał zamek książętom legnickim: Ruprechtowi I (1347-1409), bp. Wacławowi II (1348-1419), Henrykowi VIII  (1359-1398) a ci w 1400 oddali w lenno rycerzowi Ottonowi von Zedlitzowi starszemu. W 1567 powrócił do książąt legnicko-brzeskich, m.in. Fryderyka III, którzy przebudowali zamek w stylu renesansowym.  Piastowie w 1568 oddali zamek  w dzierżawę Fabianowi von Schönaich I (1508-1591). Pod koniec XVI w. (lata 1591-1594) jego posiadaczem był Johann von Schönaich. W 1594 zamek kupił ks. Joachim Fryderyk legnicko-brzeski (1550-1602), w którym mieszkał do swojej śmierci. Potem był siedzibą jego syna Jerzego Rudolfa legnickiego (1595-1653). W 1631 zmarła tu druga żona Jerzego, ks. Elżbieta Magdalena (ur. 1599), córka Karola II Podiebradowicza, księcia ziębicko-oleśnickiego. W 1642 podczas wojny trzydziestoletniej został zdobyty i zniszczony przez wojska szwedzkie, częściowo odbudowany w 1658.
Po wymarciu linii Piastów legnicko-brzeskich zamek i okoliczny majątek stały się własnością cesarza Leopolda, a w latach 1740–1840 były dobrami koronnymi pruskich Hohenzollernów. W 1906 zamek kupił Adolf Curt hrabia von Strachwitz. Następnie został odrestaurowany. Zniszczony w 1945, obecnie własność prywatna poddawana remontowi.

## Płyciny
Na murach zamku znajdują się płyciny z tekstami:
1. Herr Fabian von Schonaich Ritter 1581[8][9]
2. Diese Burg - gegründet im Jahre 1259 von Peter I v. Parchwitz und 1642 zerstört - wurde zum Teil wiederhergestellt im Jahre 1906 durch Curt Grafen  v. Strachwitz-Parchwitz. Richard Freiherrn v. Mattencloit auf Pichely[10][11][12]

## Panorama

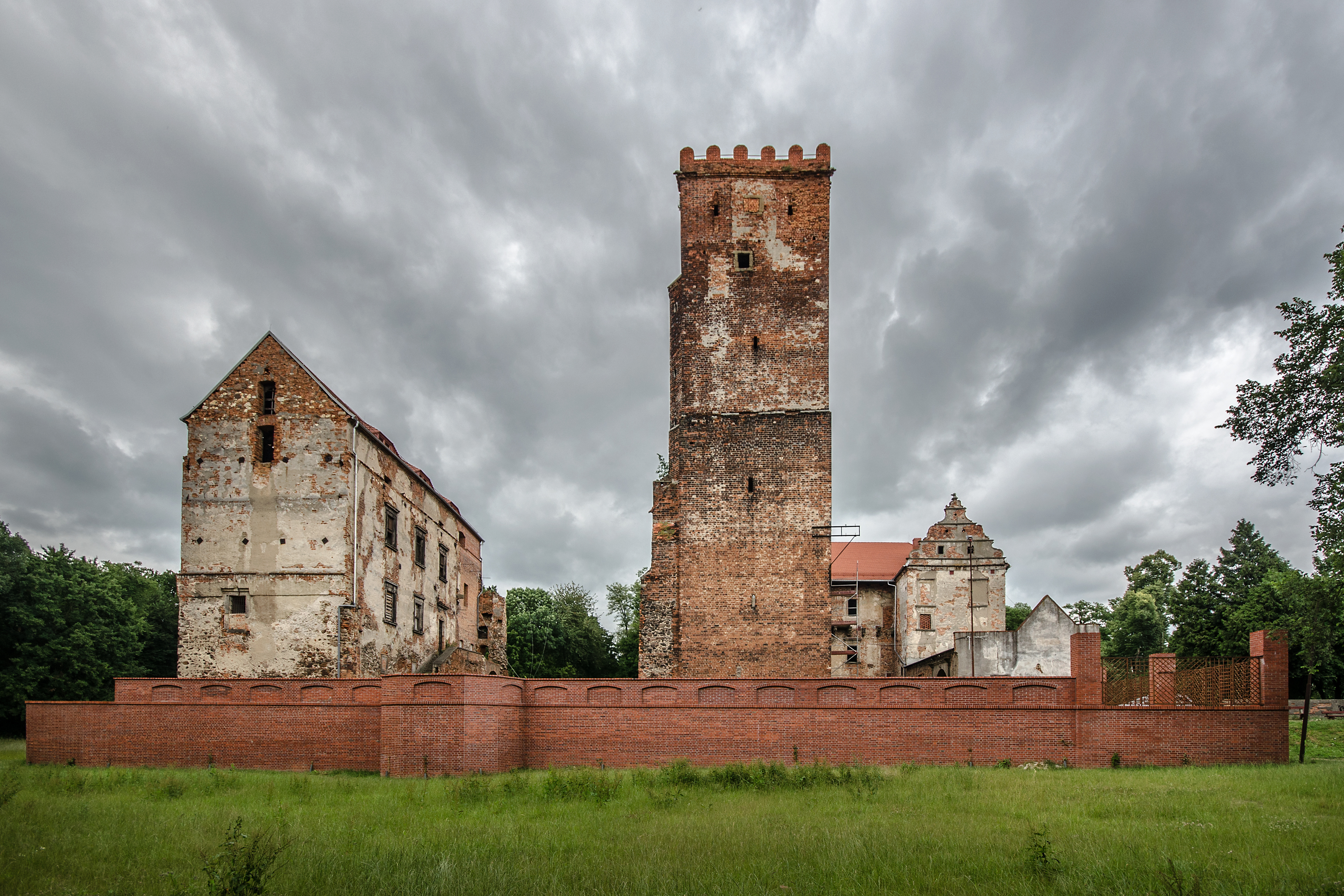
Panorama zamku

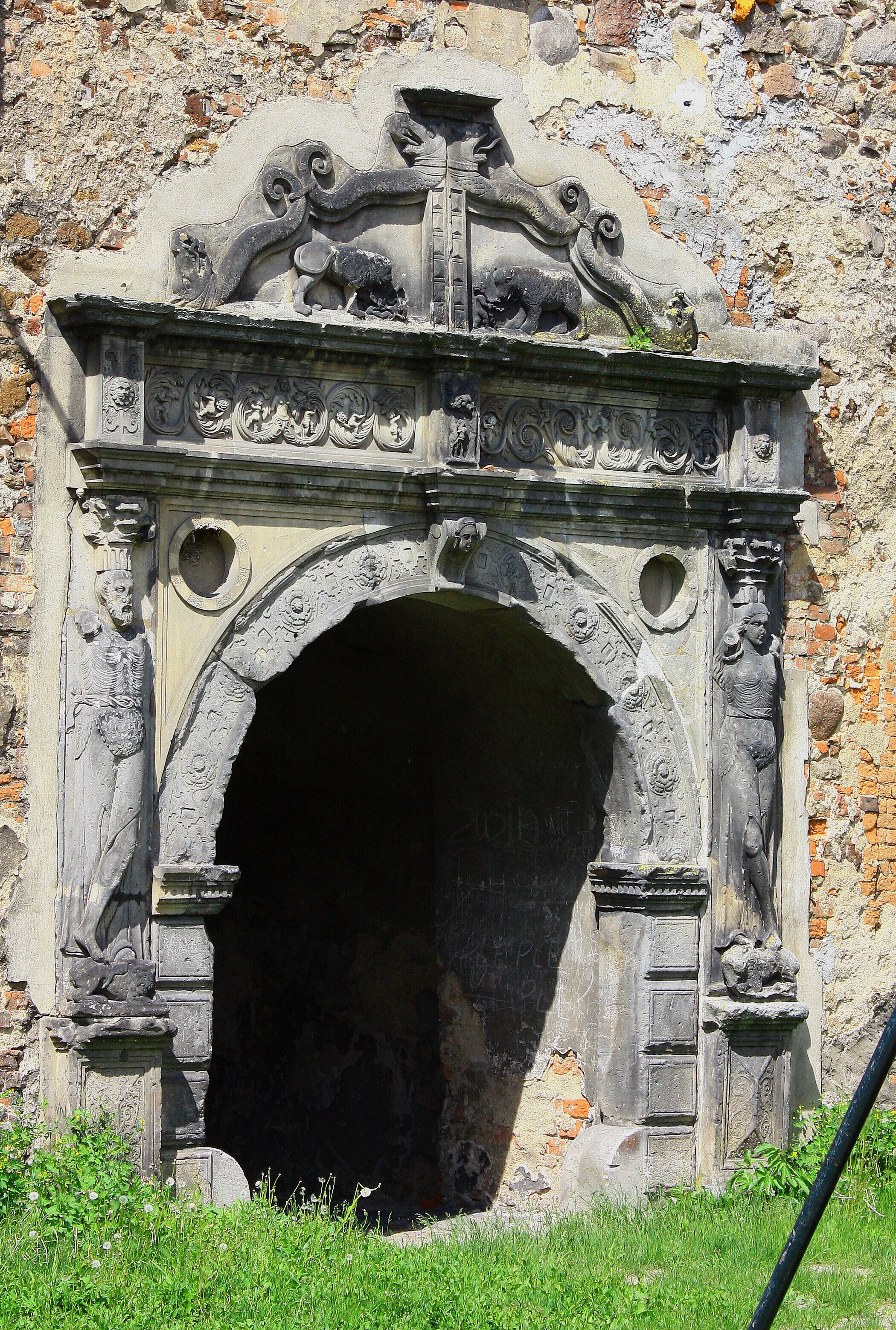
Brama zamkowa